# Mikkel Warming
Mikkel Warming (nascido em 15 de maio de 1969) é prefeito da área social de Copenhaga desde 2005, e é membro do conselho da cidade desde 1994. Até 1996 ele foi membro do Partido Popular Socialista, quando mudou para a Aliança Vermelha e Verde.